# Marcgravia dressleri
Marcgravia dressleri är en tvåhjärtbladig växtart som beskrevs av Gir.-cañas. Marcgravia dressleri ingår i släktet Marcgravia och familjen Marcgraviaceae. Inga underarter finns listade i Catalogue of Life.